# Kivutar
Kivutar, dans la mythologie finnoise, est la divinité du culte de la douleur et de la souffrance. Elle est également considérée comme la maîtresse des litanies ou des prières pour la guérison des maladies graves.
Dans le panthéon des enfers, Kivutar est la sœur de Tuonetar (la maîtresse du royaume des ténèbres et de la mort), de Kipu-tyttö, et de Louhi, la sorcière et maîtresse du Pohjola, dans le récit épique du Kalevala.